# Tanjung Terang
Tanjung Terang is een bestuurslaag in het regentschap Muara Enim van de provincie Zuid-Sumatra, Indonesië. Tanjung Terang telt 2215 inwoners (volkstelling 2010).